# Craigsville (Virginia)
Craigsville es una localidad situada en el condado de Augusta, Virginia, Estados Unidos. Tiene una población estimada, a mediados de 2021, de 903 habitantes.

## Demografía

### Censo de 2020
Según el censo de 2020, en ese momento había 899 personas residiendo en la localidad. La densidad de población era de 168.04 hab./km². Había 443 viviendas, lo que representa una densidad de 82.8 viviendas/km². El 93.0% de los habitantes eran blancos, el 0.8% eran afroamericanos, el 0.3% eran amerindios, el 0.1% era asiático, el 0.2% eran de otras razas y el 5.6% eran de una mezcla de razas. Del total de la población, el 0.7% eran hispanos o latinos de cualquier raza.

### Censo de 2000
Según el censo de 2000, en ese momento había 979 personas, 413 hogares y 272 familias en la localidad. La densidad de población era de 190.9 hab./km². Había 474 viviendas, lo que representa una densidad de 92.4 viviendas/km². El 96.73% de los habitantes eran blancos, el 1.74% eran afroamericanos, el 0.31% eran amerindios, el 0.20% eran de otras razas y el 1,02% eran de una mezcla de razas. Del total de la población, el 0.41% eran hispanos o latinos de cualquier raza.
Según el censo, de los 413 hogares en el 31,5% había menores de 18 años, el 49,2% pertenecía a parejas casadas, el 13,6% tenía a una mujer como cabeza de familia y el 34,1% no eran familias. El 32,0% de los hogares estaba compuesto por un único individuo y el 14,8% pertenecía a alguien mayor de 65 años viviendo solo. El tamaño promedio de los hogares era de 2,37 personas y el de las familias de 2,98.
La población estaba distribuida en un 24,9% de habitantes menores de 18 años, un 8,0% entre 18 y 24 años, un 29,6% de 25 a 44, un 21,7% de 45 a 64 y un 15,8% de 65 años o mayores. La media de edad era 38 años. Por cada 100 mujeres había 83,3 hombres. Por cada 100 mujeres de 18 años o más, había 82,8 hombres.
Los ingresos medios de los hogares de la localidad eran de $27,500 y los ingresos medios de las familias eran de $36,771. Los hombres tenían ingresos medios por $23,688 frente a los $21,667 que percibían las mujeres. Los ingresos per cápita eran de $16,226. El 13.1% de la población y el 9.3% de las familias estaban por debajo del umbral de pobreza. El 11.3% de los menores de 18 años y el 13.3% de los habitantes de 65 años o más vivían por debajo del umbral de pobreza.

## Geografía
Según la Oficina del Censo de los Estados Unidos, la localidad tiene un área de 5,35 km² de tierra y 0.001 km² de agua.